# Třída Minekaze
Třída Minekaze (japonsky: 峯風型 Minekaze-gata) sestávala z 15 „torpédoborců první třídy“ (一等駆逐艦 ittó kučikukan) japonského císařského námořnictva, postavených v letech 1918 až 1922 v loděnicích Micubiši v Nagasaki a v námořním arzenálu Maizuru podle projektu F-41. Během druhé světové války již byly zastaralé a tak sloužily hlavně jako hlídková a doprovodná plavidla, rychlé transportéry, cílová plavidla a nosiče kaitenů.
Jedenáct jednotek bylo ztraceno během bojů v Pacifiku. Devět z nich měly na svědomí ponorky a dvě jednotky byly potopeny letadly. Čtyři zbývající jednotky válku přečkaly a jedna z nich se dočkala služby v námořnictvu Čínské republiky.
Všechny jednotky byly pojmenovány podle větrů (風 kaze znamená „vítr“).

## Vývoj
Před třídou Minekaze pocházely všechny torpédoborce císařského námořnictva z Velké Británie, nebo byly stavěny v japonských loděnicích podle britských plánů (pomineme-li kořistní kusy z rusko-japonské války). Během první světové války trpělo císařské námořnictvo nedostatkem torpédoborců a nemohlo se nadále spoléhat na pomoc z Británie, neboť ta během války omezila přístup k vlastním nejnovějším konstrukcím. Císařské námořnictvo se proto odhodlalo k vývoji vlastní konstrukce. To vedlo ke vzniku třídy Minekaze, jejíž jednotky (a jednotky dvou následujících tříd vycházejících z Minekaze) tvořily hlavní sílu svazů torpédoborců císařského námořnictva až do příchodu „speciálních torpédoborců“ (特型駆逐艦 tokugata kučikukan) třídy Fubuki.
Výsledkem japonského vývoje byly rychlé dvoukomínové torpédoborce, které svojí siluetou sice připomínají německé torpédoborce z první světové války (Großes Torpedoboot a Torpedobootzerstörer), ale jednalo se o čistě japonskou konstrukci. Tvrzení o německém původu designu je třeba zavrhnout, neboť Německo bylo s Japonskem ve válce a tak je spolupráce na vývoji vyloučena. Rovněž není možné, že by Japonsko využilo několika německých torpédoborců získaných po první světové válce, neboť stavba prvních jednotek třídy Minekaze byla zahájena již počátkem roku 1918.
Stavba torpédoborců třídy Minekaze probíhala v souladu s plány rozvoje císařského námořnictva 8-4 (八四艦隊案 hači-jon kantai-an) z roku 1916 a 8-6 (八六艦隊案 hači-roku kantai-an) z roku 1918. Jednotky třídy Minekaze měly být – pro svoji vysokou rychlost – určeny k doprovodu tehdy plánovaných bitevních křižníků třídy Amagi. Stavba bitevních křižníků byla ale na základě washingtonské konference zrušena a tak se Minekaze svých svěřenců nedočkaly – obdobně jako americká třída Clemson. Paralelně k třídě Minekaze probíhala stavba „torpédoborců druhé třídy“ (二等駆逐艦 nitó kučikukan) třídy Momi, které vycházely ze stejného návrhu.
Stavba lodí byla rozvržena do několika let. Podle Wiśniewskiho a Jonese byly první dvě jednotky (Minekaze a Sawakaze) objednány v rámci programu z roku 1917. Následujících pět jednotek (Okikaze, Šimakaze, Nadakaze, Jakaze a Hakaze) mělo být objednáno na základě programu z roku 1918, dalších pět (Šiokaze, Akikaze, Júkaze, Tačikaze a Hokaze) podle programu z roku 1919 a poslední tři modifikované jednotky (Nokaze, Namikaze a Numakaze) podle programu z roku 1920. Podle Nišidy mělo být prvních devět jednotek financováno prostředky z rozpočtového roku 1917 a zbývajících šest prostředky z rozpočtového roku 1918.

## Konstrukce

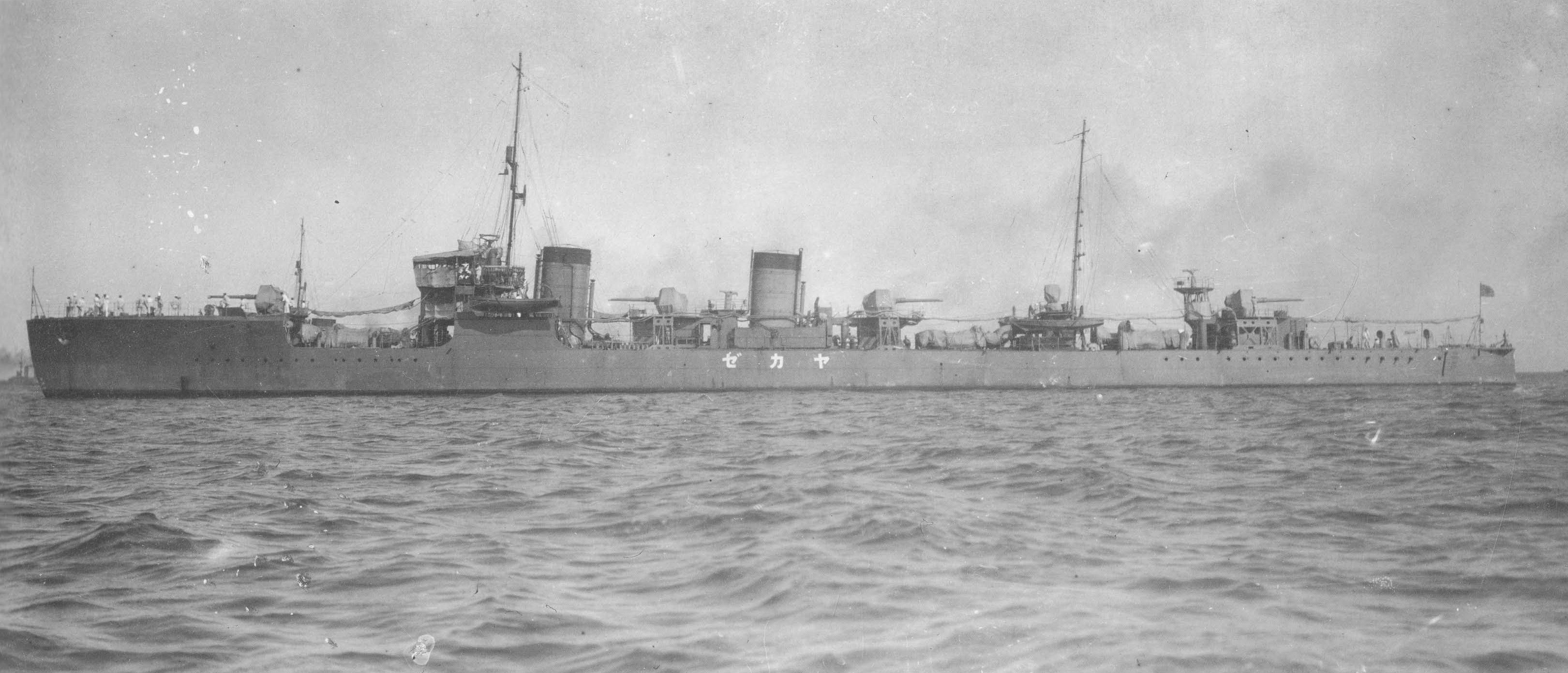
Jakaze v červenci 1922. Fotografie ukazuje původní rozmístění výzbroje u prvních dvanácti jednotek třídy Minekaze

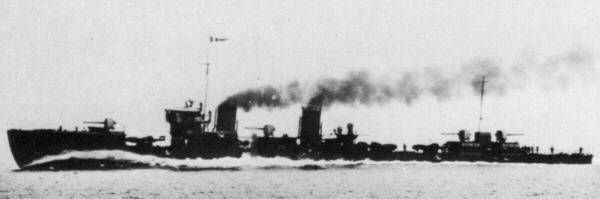
Nokaze v únoru 1922 – fotografie ukazuje uspořádání výzbroje u stejnojmenné podtřídy

Třída Minekaze se vyznačovala dvoukomínovou siluetou s vyvýšenou přední palubou.

### Můstek
Hlavní nástavba měla čtyři úrovně: dolní patro na horní palubě (上部甲板 džóbu kanpan), druhé patro horní můstkové paluby (上部艦橋 džóbu kankjó), můstek (羅針艦橋 rašin kankjó) a plošinu se světlometem a dálkoměrem. Otevřený můstek měl pouze kovovou kostru, přes kterou se jako ochrana před nepříznivým počasím dala natáhnout plachta. Plošina nad můstkem nesla 75cm světlomet a 150cm stereoskopický dálkoměr.

### Pohon
Pohon jednotek třídy Minekaze zajišťovaly dvě soustavy v Japonsku licenčně vyrobených parních turbín Micubiši Parsons. Každá sestava se skládala z jedné vysokotlaké a jedné nízkotlaké turbíny, které přes převodovku poháněly jednu hřídel. Každá sestava měla výkon 19 250 k (14 158,4 kW) při 400 otáčkách lodního šroubu za minutu. Díky tomu lodě dosahovaly maximální rychlosti 39 uzlů. Šimakaze během zkoušek dosáhl rychlosti dokonce 40,7 uzlů (75,38 km/h). Vysokotlaké turbíny měly každá navíc jeden stupeň pro plavbu cestovní rychlostí, který byl při plavbě maximální rychlostí vynechán. Sytou páru turbínám dodávaly čtyři vodotrubné kotle Ro-gó Kanpon šiki, přičemž přední komín odváděl spaliny z 1. a 2. a zadní komín ze 3. a 4. kotle.

### Výzbroj
Hlavňovou výzbroj tvořily čtyři jednohlavňové 120mm kanóny typu 3. roku s ochranným štítem. Přední 120mm kanón se nacházel na přední palubě, zatímco zbývající tři kanóny se nacházely na nástavbách za můstkem: kanón č. 2 se nacházel mezi komíny, kanón č. 3 byl za druhým komínem a kanón č. 4 byl na nástavbě za torpédomety.
Protiletadlovou výzbroj měly zpočátku představovat pouhé dva 7,7mm/87 kulomety Lewis označované Japonci jako kulomety typu RU (留式機銃 rjú-šiki kidžú). Jeden byl umístěn mezi kanónem č. 2 a zadním komínem a druhý byl umístěn na nástavbě zadního 120mm kanónu. Tyto kulomety byly ale přijaty do výzbroje císařského námořnictva až v roce 1921. Dostupné zdroje neuvádí, jakými kulomety (či zda vůbec) byly vybaveny jednotky, dokončené před rokem 1921, v období mezi dokončením a zavedením kulometů typu RU.
Torpédovou výzbroj tvořily tři otočné dvouhlavňové torpédomety modelu 1917 pro torpéda modelu 1917 ráže 533 milimetrů. Přední torpédomet se nacházel před můstkem a zadní dva torpédomety se nacházely mezi nástavbou zadního komínu s dělem č. 3 a zadní nástavbou s dělem č. 4. Takové bylo původní uspořádání výzbroje u prvních dvanácti jednotek, díky kterému jsou tyto jednotky mezi japonskými torpédoborci snadno identifikovatelné.

### PodtřídaNokaze
Poslední tři jednotky – tvořící podtřídu Nokaze – měly trochu jiné uspořádání. Zadní nástavba byla prodloužena a byl na ní přesunut i kanón č. 3. Zadní dvojice torpédometů byla umístěna blíže k sobě a malá nástavba se světlometem mezi nimi zmizela. Světlomet se přesunul za druhý komín. Toto rozmístění výzbroje potom kopírovaly i následující třídy Kamikaze a Mucuki.

## Pozdější modifikace
Za druhé světové války se již s Minekaze nepočítalo jako s bojovými jednotkami v první linii. Stále ale ještě mohly dobře posloužit při doprovodu konvojů, jako rychlé transporty, nebo jako nosiče kaitenů. S tím souvisely i úpravy provedené na jednotlivých jednotkách. Byla posílena protiletadlová výzbroj instalací 25mm kanónů typu 96, přibyly hlubinné nálože, byla redukována dělová a torpédová výzbroj. Například Júkaze nesl na konci války následující výzbroj:
- 2 x 120 mm/45 typu 3. roku (děla č. 1 a 3, ostatní byla demontována)
- 533mm torpédomet modelu 1917 na pozici č. 2 (přední ze zadní dvojice), zbývající dva torpédomety demontovány
- 12 x 25 mm/60 typu 96 (4xII a 4xI)
- 36 hlubinných náloží

Torpédoborec Jakaze byl nejprve v roce 1937 přestavěn na řídící loď pro radiové řízení cvičného cíle Seccu (bývalá bitevní loď) a posléze byl sám přestavěn na cvičný cíl.
Torpédoborce Šimakaze a Nadakaze byly 1. dubna 1940 překlasifikovány na hlídkové čluny. Jejich výzbroj byla redukována na dva 120mm kanóny a byly odstraněny všechny torpédomety. Protiletadlovou výzbroj tvořilo deset 25mm kanónů a proti ponorkám lodě nesly 18 hlubinných náloží. Mohly přepravovat až 250 vojáků a k jejich přepravě nesly dva výsadkové čluny daihacu.

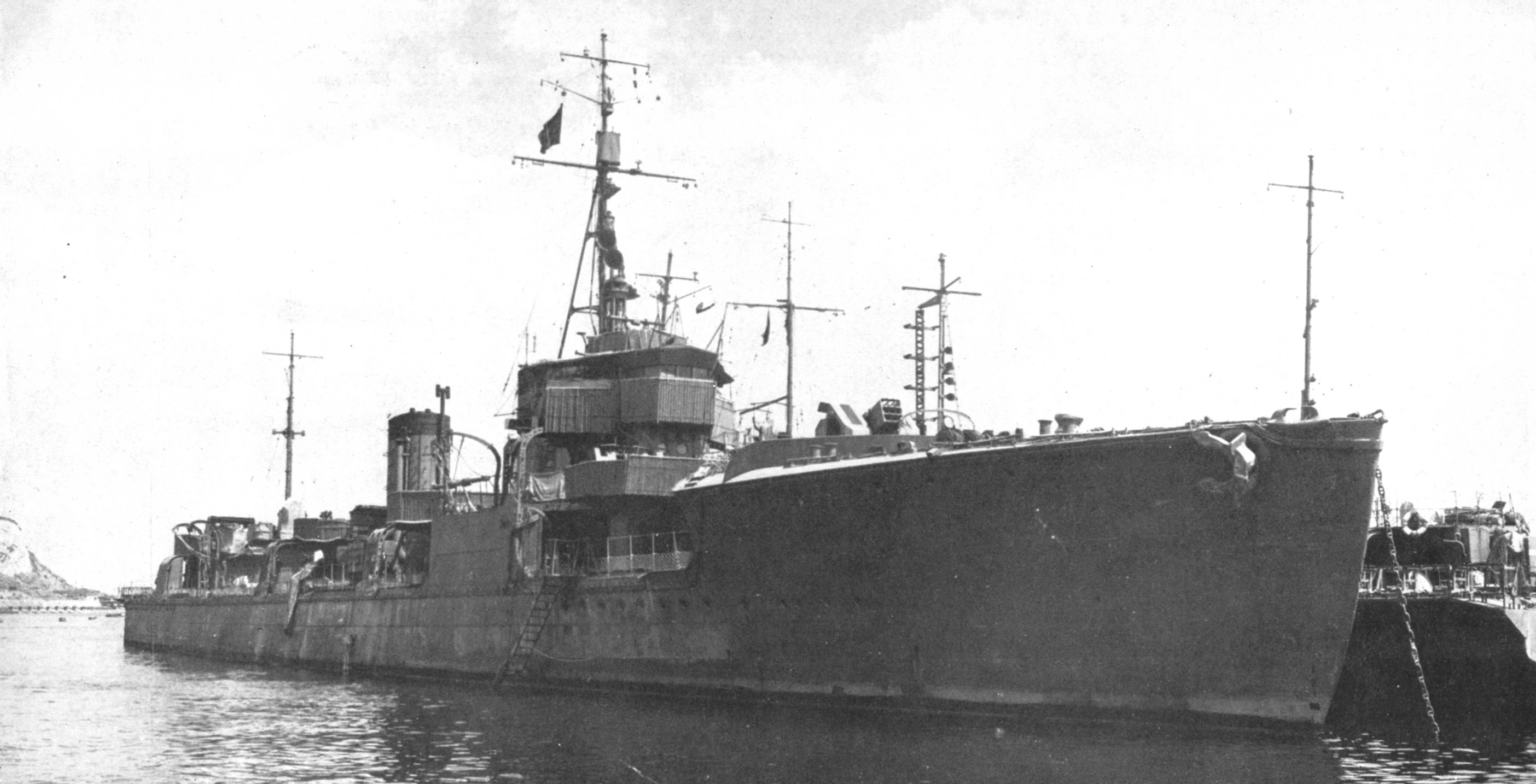
Sawakaze pravděpodobně těsně po válce. Všiměte si 15cm minometu na přídi a antény radaru 22-gó nad můstkem.

Šiokaze a Namikaze byly v roce 1944 přestavěny na nosiče kaitenů. Zůstal zachován pouze jeden 120mm kanón, všechny torpédomety byly odstraněny a protiletadlovou výzbroj představovalo dvanáct 25mm kanónů (6xII) a osm jednohlavňových 13,2mm kulometů (nebo dalších osm 25mm). Paluba na zádi byla zešikmena, aby umožnila spouštění kaitenů přes záď. Lodě mohly nést až čtyři sebevražedná torpéda kaiten.
Sawakaze byl koncem války vybaven devítinásobným 15cm protiponorkovým minometem (15cm9連装対潜噴進砲) na přídi místo 120mm kanónu č. 1 a centimetrovým přehledovým radarem 22-gó pro sledování vzdušných i hladinových cílů.

## Jednotky třídyMinekaze
| Jméno             | Loděnice           | Položení kýlu      | Spuštění          | Přijetí do služby  | Osud |
| ----------------- | ------------------ | ------------------ | ----------------- | ------------------ | --- |
| Minekaze (峯風)   | arzenál Maizuru    | 20. dubna 1918     | 8. února 1919     | 29. května 1920    | 10. února 1944 potopen ponorkou USS Pogy u východního pobřeží Formosy                                                        |
| Sawakaze (澤風)   | Micubiši, Nagasaki | 7. ledna 1918      | 7. ledna 1919     | 6. března 1920     | 15. září 1945 vyřazen |
| Okikaze (沖風)    | arzenál Maizuru    | 22. února 1919     | 3. října 1919     | 17. srpna 1920     | 10. ledna 1943 potopen ponorkou USS Trigger jihovýchodně od Jokosuky                                                         |
| Šimakaze (島風)   | arzenál Maizuru    | 5. září 1919       | 31. března 1920   | 15. listopadu 1920 | 1. dubna 1940 překlasifikován na hlídkový člun č. 1 (PB-1) 12. ledna 1943 nebo 21. ledna 1943 potopen ponorkou USS Guardfish |
| Nadakaze (灘風)   | arzenál Maizuru    | 9. ledna 1920      | 26. června 1920   | 30. září 1921      | 1. dubna 1940 překlasifikován na hlídkový člun č. 2 (PB-2) 25. července 1945 potopen ponorkou HMS Stubborn                   |
| Jakaze (矢風)     | Micubiši, Nagasaki | 15. srpna 1918     | 10. dubna 1920    | 19. července 1920  | 20. července 1942 překlasifikován na cílovou loď, v srpnu 1945 poškozen náletem a usazen na dno v Jokosuce                   |
| Hakaze (羽風)     | Micubiši, Nagasaki | 11. listopadu 1918 | 21. června 1920   | 16. září 1920      | 23. ledna 1943 potopen ponorkou USS Guardfish jihozápadně od Kaviengu                                                        |
| Šiokaze (汐風)    | arzenál Maizuru    | 15. května 1920    | 22. října 1920    | 29. července 1921  | 5. října 1945 vyřazen |
| Akikaze (秋風)    | Micubiši, Nagasaki | 7. června 1920     | 14. prosince 1919 | 16. září 1920      | 3. listopadu 1944 potopen ponorkou USS Pintado západně od Luzonu                                                             |
| Júkaze (夕風)     | Micubiši, Nagasaki | 14. prosince 1920  | 28. dubna 1921    | 24. srpna 1921     | 5. října 1945 vyřazen, předán Royal Navy a následně sešrotován                                                               |
| Tačikaze (太刀風) | arzenál Maizuru    | 18. srpna 1920     | 31. března 1921   | 5. prosince 1921   | 17. února 1944 potopen během leteckého náletu na Truk (po předchozím najetí na břeh)                                         |
| Hokaze (帆風)     | arzenál Maizuru    | 30. listopadu 1920 | 12. července 1921 | 22. prosince 1921  | 6. července 1944 potopen ponorkou USS Paddle severně od Celebes                                                              |
| Nokaze (野風)     | arzenál Maizuru    | 16. dubna 1921     | 1. října 1921     | 31. března 1922    | 20. února 1945 potopen ponorkou USS Pargo v Jihočínském moři                                                                 |
| Namikaze (波風)   | arzenál Maizuru    | 7. listopadu 1921  | 24. února 1922    | 11. listopadu 1922 | 5. října 1945 vyřazen. Předán námořnictvu Čínské republiky, kde sloužil jako Šen Jang, sešrotován 1960                       |
| Numakaze (沼風)   | arzenál Maizuru    | 10. srpna 1921     | 22. května 1922   | 24. července 1922  | 18. prosince 1943 potopen ponorkou USS Grayback u Okinawy                                                                    |